# Drapeau de la Hongrie
Le drapeau de la Hongrie est le drapeau civil, le drapeau d'État, le pavillon marchand et le pavillon d'État de la Hongrie. Il est composé de trois bandes horizontales rouge (dessus), blanche et verte.
Le drapeau fit sa première apparition en 1848 (mouvements révolutionnaires), mais ne s'imposa au sein de l'Autriche-Hongrie dualiste  qu'en 1867. Jusqu'en 1945, il était frappé d'une couronne royale en son centre.
La forme actuelle du drapeau a été adoptée en 1957 et est restée inchangée depuis. Elle a été définie dans la Loi fondamentale de 2012. C'est un rectangle de proportions 1:2.

## Origine
Le drapeau actuel de la Hongrie trouve son origine dans le mouvement national de liberté d'avant 1848, qui donna lieu à une révolution dans le cadre du Printemps des Peuples. Ce fut non seulement une révolution contre la monarchie pour constituer une république, mais aussi un mouvement national contre les Habsbourg-Lorraine.
Ainsi, la forme tricolore du drapeau se fonde sur le drapeau français et les idées de la Révolution française, tandis que les couleurs rouge, blanc et vert proviennent des armoiries historiques de la Hongrie. Ces armoiries apparurent au milieu du XVe siècle, même si la version actuelle diffère par quelques détails. Ces armoiries sont formées d'armes apparues entre la fin du XIe siècle et le début du XIIe siècle en tant qu'armes des Árpád, la dynastie fondatrice hongroise.
En somme, le drapeau hongrois trouve ses origines dans les mouvements républicains des XVIIIe – XIXe siècles (concernant sa forme tricolore) et dans la Hongrie du Moyen Âge (concernant ses couleurs).
Le folklore de la période romantique attribuait aux couleurs des vertus : le rouge pour la force, le blanc pour la foi, le vert pour l'espérance. On a parfois aussi interprété le rouge comme le sang versé pour la patrie, le blanc pour la liberté, et le vert pour la campagne et les pâtures de Hongrie.

## Histoire
Le drapeau tricolore rouge-blanc-vert est apparu comme une signe de souveraineté nationale pendant la révolution de 1848-1849 contre les Habsbourg-Lorraine. Après la répression de la révolution, le drapeau fut interdit par l'Empereur d'Autriche.

Drapeau du royaume de Hongrie au XVe siècle.
Drapeau (à partir du XVIIIe siècle) de la monarchie des Habsbourg puis de l'empire d'Autriche (à partir de 1804) dont le royaume de Hongrie fit partie de 1687 à 1848 et de 1849 à 1867.
Drapeau civil utilisé lors de la Révolution hongroise de 1848.
Drapeau de la Hongrie de 1848 à 1849.
Drapeau de l'État hongrois durant la courte indépendance de celui-ci du 14 avril au 13 août 1849.

Ce n'est qu'après le Compromis austro-hongrois de 1867 que le drapeau tricolore devint non seulement légal, mais aussi le drapeau officiel de la Hongrie. Sur le drapeau, figuraient les « armes mineures » de Hongrie et des archanges les soulevant. Cette figuration fut utilisée jusqu'à la fin de l'empire des Habsbourg en 1918.

Drapeau du Royaume de Hongrie de 1867 à 1869.
Drapeau du Royaume de Hongrie de 1869 à 1874.
Drapeau du Royaume de Hongrie de 1874 à 1896.
Drapeau du Royaume de Hongrie de 1896 à 1915.
Variante du drapeau du Royaume de Hongrie de 1896 à 1915.
Drapeau du Royaume de Hongrie de 1915 à 1918.
Variante du drapeau du Royaume de Hongrie de 1915 à 1918.

Après la chute de l'Empire austro-hongrois, les années entre 1918 et 1920 furent une période trouble. Des changements mineurs sont effectués sur le drapeau, mais il est difficile d'en retrouver des éléments aujourd'hui. Les couleurs sont restées les mêmes tandis que le blason a été modifié. La seule exception est la période de la République des Conseils de Hongrie qui dura à peu près cent jours et qui adopte la bannière rouge.

Drapeau de la République démocratique hongroise de novembre 1918 à mars 1919 et du 2 au 8 août 1919
Drapeau de la République des conseils de Hongrie du 21 mars au 1er août 1918.

Entre 1920 et 1944-1945, le drapeau tricolore avec les armes mineures de Hongrie, sans les archanges, est utilisé par le Royaume de Hongrie, y compris sous l'éphémère régime fasciste hongrois.
Entre 1946 et 1949, lors de l'instauration de la Deuxième république, la couronne au sommet du blason fut enlevée, les armoiries choisies étant celles de Lajos Kossuth, figure patriotique du XIXe siècle.

Drapeau du Royaume de Hongrie de 1919 à 1946.
Drapeau de la Deuxième République hongroise de 1946 à 1949.

En 1949, les nouvelles armes soviétiques de la Hongrie furent placées dans le blason de la République populaire de Hongrie.
Pendant l'insurrection de Budapest, les révolutionnaires enlevèrent l'emblème stalinien et utilisèrent ainsi le drapeau troué au milieu comme symbole de la révolution. Pendant quelques mois, le nouveau régime décida de replacer le blason avec les armes mineures sans la couronne sur le drapeau. Après la répression de l'insurrection par l'Armée rouge, durant la restauration communiste, en 1957, les communistes créèrent un « nouveau » blason, mais il ne fut jamais mis officiellement sur le drapeau. C'est pourquoi le drapeau de la Hongrie est resté seulement tricolore depuis 1957.

Drapeau de la République populaire de Hongrie de 1949 à 1956.
Drapeau utilisé pendant l'Insurrection de Budapest de 1956.
Drapeau de la République populaire de Hongrie de 1956 à 1957.
Pavillon de marine hongrois de 1957 à 1990.
Drapeau de la Hongrie depuis 1957.

Après la chute du régime communiste en 1989, il n'y eut pas ainsi besoin de changer le drapeau qui ne portait aucun insigne communiste.
Il y a quelques années, le Comité des Symboles a recommandé que le blason devait faire partie du drapeau d'État, mais pas du drapeau national. Cela n'a pas été légalement approuvé mais, dans la majorité des cas, les armes sont utilisées sur le drapeau.

## Construction

Proportion 1:2, Le drapeau hongrois peut également comporter les armes officielles

La constitution n'établit rien en ce qui concerne la surface et les proportions du drapeau. Cependant, selon le site de vexillologie Flags of the World, il existe une loi datant de 1957 qui semble être valide, établissant que les navires marchands doivent arborer un drapeau tricolore rouge-blanc-vert dans une proportion de 2:3.
Par un décret du gouvernement datant de 2000, la proportion des drapeaux utilisés sur les bâtiments gouvernementaux est de 1:2.
- : Un drapeau tricolore rouge-blanc-vert. De nombreuses variations peuvent être utilisés selon la loi 1995/LXXXIII §11 (3) « (3) Dans des cas spécifiés par les paragraphes (1) et (2), les armes et le drapeau peuvent être utilisées dans leurs formes historiques » - 1995/LXXXIII §11 (1) « (1) Dans le but de déclarer l'appartenance à la nation, des personnes privées peuvent utiliser les armes et le drapeau dans les limites contenues dans cette loi. »
- : Tricolore rouge-blanc-vert, proportion 1:2 (par décret de 2000). Selon la loi 1995/LXXXIII §11 (4), le blason officiel de la Hongrie peut être placé comme emblème.
- : Fond blanc avec rouge et vert en alternance en langues de feu en bordure. Le blason est embrassé par une branche de chêne à gauche et une branche d'oliviers à droite. Proportions non définies (1995/LXXXIII §8 (1))
- : 2:3 (proportion définie par une loi de 1957) tricolore rouge-blanc-vert
- : Inconnu
- : Fond blanc avec en bordure des triangles alternant rouge et vert. Le Blason se trouve sur le premier tiers du drapeau vers la gauche. Proportions non définies. (1995/LXXXIII §8 (2))

Proportion 3:4, Drapeau de guerre
Proportion 3:4, Pavillon de guerre
Étendard du président depuis 2012